# Les Brigands (film, 1961)
Pour les articles homonymes, voir Les Brigands (homonymie).
Pour plus de détails, voir Fiche technique et Distribution.
Les Brigands (I masnadieri) est un film de cape et d'épée italien réalisé par Mario Bonnard et sorti en 1961,. C'est le dernier long métrage du metteur en scène qui est mort quatre ans plus tard.

## Synopsis
Rome. En 1585, à l'ombre du trône papal de Sixte V, intrigues et luttes de pouvoir se succèdent.

## Fiche technique
Sauf indication contraire, les informations mentionnées dans cette section peuvent être confirmées par la base de données cinématographiques IMDb,  présente dans la section « Liens externes ».
- Titre en français : Les Brigands[3]
- Titre original italien : I masnadieri[4]
- Réalisation : Mario Bonnard
- Scenario : Mario Bonnard, Nino Minuto
- Photographie :	Marco Scarpelli (it)
- Montage : Nella Nannuzzi
- Musique : Giulio Bonnard (it)
- Décors : Amedeo Mellone
- Production : Mario Pellegrino
- Société de production : Leda Film
- Pays de production :  Italie
- Langue originale : Italien
- Format : Couleur par Eastmancolor - 2,35:1 - Son mono - 35 mm
- Durée : 110 min (1 h 40[4])
- Genre : Film de cape et d'épée
- Dates de sortie :
  - Italie : 9 août 1961
  - France : 20 décembre 1961[3]

## Distribution
- Daniela Rocca : Alba di Porto Reale
- Antonio Cifariello : Leonetto Ardenghi
- Salvo Randone : Le Pape Sixte V
- Folco Lulli : Frère Silence (Fra Silenzio en italien)
- Debra Paget : Esmeralda
- Yvonne Sanson : Olimpia Gonzales
- Livio Lorenzon : Duca di Bolsena
- Nerio Bernardi : Cardinale Medici
- Franco Ressel : Grillo
- Giulio Donnini : Astrologo
- Liana Del Balzo : Acilia
- Gianni Solaro:
- Mino Doro:
- Leopoldo Valentini:
- Consalvo Dell'Arti: